# اسپیروباربیتال
اسپیروباربیتال (انگلیسی: Spirobarbital) یک مشتق باربیتورات است که دارای اثرات خواب‌آور و آرام‌بخش است و پتانسیل متوسطی برای سوء استفاده دارد.